# Liza Weil
Pour les articles homonymes, voir Weil.
Liza Weil est une actrice américaine, née le 5 juin 1977 au New Jersey (États-Unis).
Elle se fait connaître par le rôle de Paris Geller dans la série télévisée Gilmore Girls (2000-2007) et fait son retour, au premier plan, par le rôle de Bonnie Winterbottom dans la série télévisée Murder (2014-2020).

## Biographie

### Enfance et adolescence
Liza Weil est née à Passaic, New Jersey. Ses parents sont aussi acteurs. Elle a été élevée dans le Judaïsme réformé. Elle le pratique jusqu’à aujourd’hui. Elle est la tante de l'actrice Scarlett Estevez.

### Vie privée
Liza a épousé en novembre 2006 l'acteur américain Paul Adelstein. Le 20 avril 2010, naît leur fille prénommée Joséphine Elizabeth Weil-Adelstein. Le couple annonce son divorce en avril 2016.
En 2017, elle annonce qu'elle est en couple avec Charlie Weber, alias Franck Delfino, son partenaire dans Murder. Ils ont réussi à garder cette relation secrète pendant un an quand elle est révélée en juin 2017. Le couple se sépare début 2019.

## Filmographie

### Cinéma

#### Courts métrages
- 1997 : A Cure for Serpents d'Elise MacAdam : Lucy
- 2001 : Motel Jerusalem de Bennett Stein : Sally Mae
- 2006 : Affair Game de John Cabrera : l'épouse
- 2006 : Grace de Paul Solet : Madeline
- 2007 : Order Up de Neil A. Stelzner : Hippie Patron
- 2009 : Us One Night de Stan Kirsch : Rebecca
- 2010 : Metronome de Rosanne Ma : Michelle
- 2012 : Advantage: Weinberg de David Singer : Sylvia Weinberg (voix)
- 2012 : A Glove Story d'Andy Green : Claire
- 2014 : Tribute de John Salcido : Elise

#### Longs métrages
- 1998 : Whatever de Susan Skoog : Anna Stockard
- 1999 : Hypnose de David Koepp : Debbie Kozac
- 2002 : Apparitions de Tom Shadyac : Suicide Girl
- 2002 : Lullaby de Dorne M. Pentes : Rane
- 2007 : Year of the Dog de Mike White : Trishelle
- 2007 : Neal Cassady de Noah Buschel : Doris Delay
- 2009 : The Missing Person de Noah Buschel : Agent Chambers
- 2009 : Frenemy de Gregory Dark : Norma
- 2010 : Mars de Geoff Marslett : Jewel
- 2012 : Smiley de Michael J. Gallagher : Dr. Jenkins
- 2013 : After Life de Scott R. Thompson : Megan
- 2019 : Medicine Men de Guy Malim : Lisa

### Télévision

#### Séries télévisées
- 1994-1996 : The Adventures of Pete & Pete : Margie Corsell (2 épisodes)
- 2000 : À la Maison-Blanche : Karen Larson (1 épisode)
- 2000-2002 : Urgences : Samantha Sobriki (3 épisodes)
- 2000-2007 : Gilmore Girls : Paris Geller (127 épisodes)
- 2001 : New York, unité spéciale : Lara Todd (saison 3, épisode 5)
- 2009 : Eleventh Hour : Ashley Filmore (1 épisode)
- 2009 : Les experts : Risa Parvess (1 épisode)
- 2009 : US Marshals : Protection de témoins : Angela Atkins / Angela Adams (1 épisode)
- 2009 : Grey's Anatomy : Allison Clark (1 épisode)
- 2010-2011 : Anyone But Me : Dr. Glass (4 épisodes)
- 2011 : Private Practice : Andi (1 épisode)
- 2012 : Scandal : Amanda Tanners (6 épisodes)
- 2013 : Bunheads : Milly Stone (6 épisodes)
- 2014 - 2020: Murder : Bonnie Winterbottom (90 épisodes)
- 2016 : Gilmore Girls : Une nouvelle année : Paris Geller (mini-série, 2 épisodes)
- 2019 : Mme Maisel, femme fabuleuse : Carole Keen (saison 3, 4 épisodes)

## Voix francophones
En France
| - Caroline Pascal dans (les séries télévisées) : - Gilmore Girls - Eleventh Hour - Grey's Anatomy - Private Practice - Scandal - Bunheads - Murder - Gilmore Girls : Une nouvelle année - Mme Maisel, femme fabuleuse | et aussi - Laura Blanc dans New York, unité spéciale (série télévisée) |

## Distinctions
Sauf indication contraire ou complémentaire, les informations mentionnées dans cette section proviennent de la base de données IMDb.

### Récompenses
- Indie Series Awards 2011 : meilleure actrice invitée dans une série télévisée pour Anyone But Me